# Para-aminobenzoato di butile
Il p-aminobenzoato di butile è un composto organico di formula NH2-Ph-COO-C4H9. Si presenta come cristallini bianchi, praticamente insolubili in acqua (7700 p.), facilmente solubili in acidi diluiti, in alcool di 95° (1:2), meno in alcool a 50° (1:10) e in olio di oliva (1:12), solubili in cloroformio, etere, pochissimo in olio di vaselina (1:200), insolubili in glicerina. Si idrolizza lentamente per ebollizione con acqua.
Il para-aminobenzoato di butile è un anestetico locale usato in passato nell’anestesia per infiltrazione e tronculare. Il suo impiego attuale è limitato all’anestesia di superficie. 
Può causare dermatiti negli individui con particolare sensibilità per questo composto.